# Pro tempore

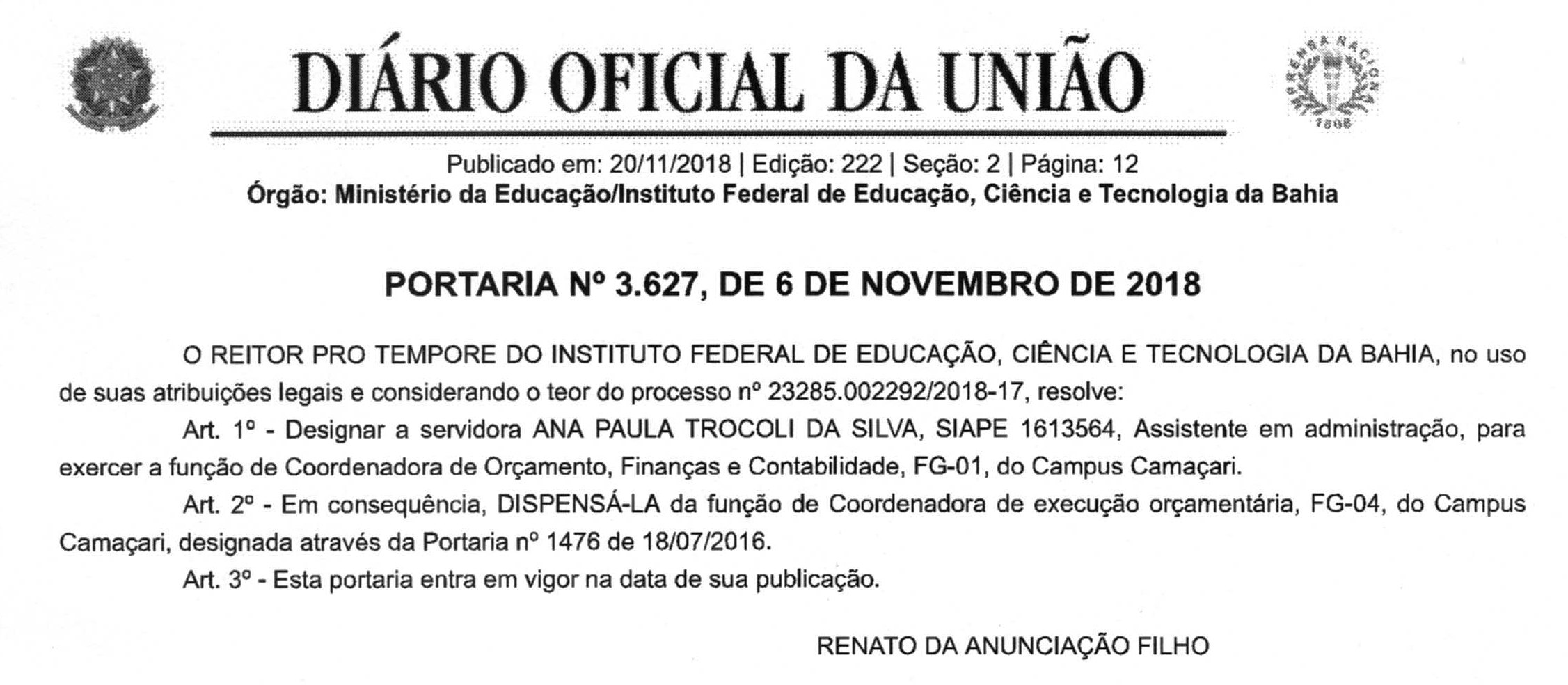
Documento de um reitor Pro tempore no Brasil.

Pro tempore ("por um tempo", em latim) é uma expressão de origem latina que se pode traduzir por temporariamente ou por enquanto. É utilizada na linguagem comum para indicar uma situação transitória.
Como termo jurídico e burocrático, significa a vigência de um cargo ou função.
1. ↑  «Definição jurídica: Pro tempore | JurisHand AI Vade Mecum». jurishand.com. Consultado em 12 de julho de 2025